# مدل‌سازی گزینه
مدل‌سازی گزینه (به انگلیسی: Choice modelling) تلاشی برای مدل‌سازی «فرایند انتخاب» یک فرد یا بخش از طریق ترجیحات آشکارشده یا ترجیحات بیان‌شده در یک یا چند زمینه خاص است. مدل سازی گزینه معمولا سعی می کندازانتخاب های مجزا(a در مقابل b، b در مفابل a، همچنین برای bوc)استفاده کند تا بتوان درباره موقعیت های انتخاب های a،bوc بر روی مقیاسی نهفته نتیجه گیری کرد. (معمولا «مطلوبیت» در اقتصاد و رشته های مربوطه). قطعا مدل های جایگزین فراوانی در اقتصادسنجی، بازاریابی، جامعه شناسی و دیگر رشته ها وجود دارند. از جمله بیشینه کردن مطلوبیت، بهینه سازی مربوط به نظریه مصرف کننده و مقدار زیادی از روش های تشخیص دیگر که می توانند بسته به اطلاعات، مدل، فرضیه و نتیجه گیری نهایی از مدل بیشتر یا کمتر دقیق باشد. در اضافه، مدل سازی گزینه به عنوان درخورترین روش یرای یراورد تمایل به پرداخت (Willingness to Pay) مصرف کنندگان برای بهینه سازی کیفیت در محدوده های مختلف، مورد توجه قرار می گیرد.

## واژه شناسی مرتبط
جندین اصطلاح مختلف وجود دارند که با مدل سازی گزینه هم معنا هستند. بعضی از نظر معنا کاملا دقیق و هم معنا هستند و بعضی دیگر در موقعیت های صنعتی به اشتباه هم معنا در نظر گرفته می شوند با اینکه در حوزه آکادمیک اشتباه هستند. (مثل تحلیل پیوسته)
شامل:
- مدل سازی گزینه مجزا ارجحیت داده شده 
- انتخاب مجزا 
- آزمایش گزینه یا انتخاب
- مطالعه های ارجحیت داده شده
- تحلیل پیوسته
- آزمایش های تحت کنترل
با این حال مخالفت هایی در این واژه شناسی وجود دارد.

## پیش زمینه نظری
نظریه پشت مدل سازی گزینه به صورت مجزا توسط اقتصادانان و روانشاناسان ریاضی توسعه داده شده است. بنیان مدل سازی گزینه به تحقیقات تورستون (Louis Leon Thurstone)در دهه 1920 درباره ی ارجحیت های غذایی و نظریه مطلوبیت تصادفی بر می گردد. در علم اقتصاد، نظریه مطلوبیت تصادفی توسط دیوید مکفدن (David McFadden) و در روانشناسی ریاضی به صورت عمده توسط دانکن لوک و آنتونی مارلی گسترش داده شده است. در اصل، مدل سازی گزینه برآورد می کند که مطلوبیت (سود، یا ارزش) شخصی که A را در برابر B انتخاب می کند تابعی از تناوبی که از آن B را در برابر A انتخاب می کند. با توجه به استفاده تورستون از توزیع نرمال، او قادر به کلی سازی این گزینه از یک جفت به چندتایی نبود که درآمد این بود که این روش برای سی سال ادامه پیدا کرد.

## تمایز بین مطالعات ترجیحی آشکار و اعلام شده
مدل سازی انتخاب در مطالعات ترجیح آشکار (RP) و ترجیح اظهار شده (SP) استفاده می شود. مطالعات RP از گزینه های انجام شده توسط افراد برای تخمین ارزشی که برای اقلام قائل هستند استفاده می کند - آنها «ترجیحات خود را نشان می دهند - و از این رو ارزش (امکانات) - با توجه به گزینه هایشان تعیین می‌شود».
مطالعات SP برای تخمین این مقادیر از انتخاب های انجام شده توسط افراد در شرایط آزمایش استفاده می کنند - آنها «ترجیحات خود را از طریق انتخاب های خود بیان می کنند». مک فادن با موفقیت از ترجیحات آشکار شده (که در مطالعات حمل و نقل قبلی انجام شده است) برای پیش بینی تقاضای حمل و نقل سریع خلیج (BART) قبل از اینکه ساخت شود، استفاده کرد. لوس و مارلی قبلاً نظریه مطلوبیت تصادفی را بدیهی کرده بودند اما از آن در یک کاربرد واقعی استفاده نکرده بودند.
علاوه بر این، آنها سالهای زیادی را صرف آزمایش این روش در مطالعات SP به کمک دانشجویان روانشناسی کردند.

## تاریخچه
تحقیقات و کار های مکفدن باعث شد او برنده جایزه نوبل علوم اقتصادی در سال 2000 شود. در حالی که بیشتر تحقیقات در مدل سازی گزینه برای حدود 20 سال در حال گسترش در بخش ارجحیت های ثبت شده، بود. کار هایی شبیه در بخش های مختلفی مثل حمل و نقل و بازاریابی با توجه به این که نیاز به پیش بینی تقاضا برای محصولات جدید که تولیدشان گران است، شکل گرفت. این تحقیقات به صورت سنگین بر دوش تحلیل پیوسته و طراحی آزمایش ها بود، تا:
```
 1. ارایه کالا و خدمات با ویژگی های خاص به مصرف کنندگان
 2. ارایه پیکربندی این محصولاتی که تعداد انتخاب های لازم برای برآورد تابع مطلوبیت مصرف کننده را کمینه می کند.
```

## رابطه با تجزیه و تحلیل مشترک
مدل سازی انتخاب از ابتدا از عدم استاندارد سازی اصطلاحات رنج می برد و تمام اصطلاحات ذکر شده در بالا برای توصیف آن استفاده شده است. با این حال، بزرگترین اختلاف نظر، جغرافیایی اثبات شده است. در قاره آمریکا، به دنبال تمرین صنعت در آنجا، اصطلاح «تجزیه و تحلیل پیوند مبتنی بر انتخاب» حاکم شده است. این منعکس کننده تمایل است که مدل سازی انتخاب (1) ویژگی و ساختار سطحی را که از تجزیه و تحلیل مشترک به ارث برده است، نشان می دهد، اما (2) نشان می دهد که گزینه های گسسته، به جای رتبه بندی عددی، به عنوان معیار نتیجه گیری از مصرف کنندگان استفاده می شود. در سایر نقاط جهان، اصطلاح آزمایش گسسته تقریباً در همه رشته ها مسلط شده است. لوویر (بازاریابی و حمل و نقل) و همكارانش در زمینه اقتصاد محیط زیست و بهداشت، اصطلاحات آمریكایی را نفی كردند و ادعا كردند كه این گمراه كننده است و پنهان كردن تفاوت اساسی آزمایش های گسسته از روش های متصل سنتی است. آزمایش های گسسته نظریه ای توانایی آزمایش تصمیم انسان را دارد. در حالی که روشهای متصل به سادگی راهی برای تجزیه مقدار یک کالا با استفاده از طرحهای آماری از رتبه های عددی است که هیچ نظریه روانشناختی برای توضیح معنای اعداد مقیاس رتبه بندی ندارند.

## طراحی یک مدل گزینه
طراحی یک مدل گزینه یا آزمایش انتخاب گسسته (DCD) معمولاً از این گام‌ها پیروی می‌کند:
1. شناسایی محصول یا سرویس برای ارزش‌گذاری
2. تصمیم گیری در مورد آنکه کدام ویژگی یا مرحله به صورت کامل محصول یا سرویس را توصیف می‌کند.
3. ایجاد یک طرح آزمایش که مناسب آن ویژگی‌ها و مراحل می‌باشند، یا از یک کاتالوگ طراحی، یا از طریق یک برنامه نرم‌افزاری
4. ساخت یک نظرسنجی، جایگزاری کدهای طراحی (اعداد) با مراحل ویژگی مرتبط
5. مدیریت نظرسنجی به نمونه ای از پاسخ‌گویان در هر نوع قالب شامل قلم و کاغذ، اما بیشتر از طریق نظرسنجی‌های وب
6. تحلیل داده از طریق مدل‌های مناسب، که اغلب توسط مدل رگرسیون لجستیک چندکلاسی می‌باشد، و ویژگی‌های جذاب آن به صورت سازگاری با نظریه تقاضای اقتصادی داده شده است.[۲]

## نقاط قوت
- پاسخ دهندگان را مجبور می کند که معاملات بین ویژگی ها را در نظر بگیرند.
- از طریق درج آرایه ای از ویژگی ها و گزینه های محصول، چارچوب مرجع را برای پاسخ دهندگان صریح می کند.
- قیمت های ضمنی را برای ویژگی ها تخمین می زند.
- تأثیرات رفاهی را برای چندین سناریو تخمین می زند.
- می تواند برای برآورد سطح تقاضای مشتری برای «محصول خدمات» جایگزین در اصطلاحات غیرپولی استفاده شود.
- وبه طور بالقوه انگیزه پاسخ دهندگان برای رفتار استراتژیک را کاهش می ده.

## نقاط ضعف
- گزینه های گسسته فقط داده های ترتیبی را ارائه می دهند که اطلاعات کمتری نسبت به داده های نسبت یا بازه دارند.
- استنباط از داده های ترتیبی ، برای تولید برآورد در مقیاس فاصله / نسبت ، به فرضیاتی درباره توزیع خطا و قانون تصمیم گیری پاسخ دهنده (فرم عملکردی تابع ابزار) نیاز دارد.
- طرح های فاکتوریل کسری که در عمل به کار می روند عمداً تعاملات دو طرفه و مرتبه بالاتر را با تخمین مرتبه پایین تر (به طور معمول اثرات اصلی) اشتباه می گیرند تا طرح کوچک شود: اگر فعل و انفعالات مرتبه بالاتر غیر صفر باشد ، تأثیرات اصلی مغرضانه است ، بدون هیچ راهی  تا تحلیلگر این پست قبلی را بداند یا اصلاح کند.
- تصمیم گیری غیر احتمالی (جبرگرایانه) توسط فرد نظریه مطلوبیت تصادفی را نقض می کند: تحت یک مدل مطلوب تصادفی ، برآوردهای مطلوبیت بی نهایت می شوند.
- یک ضعف اساسی در همه مدلهای متغیر وابسته محدود مانند مدلهای logit و probit وجود دارد: میانگینها (موقعیتهای واقعی) و واریانسها در مقیاس نهفته کاملاً اشتباه گرفته می شوند.  به عبارت دیگر نمی توان آنها را جدا کرد.

## میانگین واریانس بهم ریخته
Yatchew و Griliches ابتدا ثابت کردند که میانگین ها و واریانس ها در مدل های محدود متغیر وابسته (جایی که متغیر وابسته، هر یک از مجموعه های گسسته مقادیر را به جای یک مداوم مانند رگرسیون خطی معمولی می گیرد) ، اشتباه گرفته شده است. این محدودیت به دلایل زیر در مدل انتخاب حاد می شود: یک بتا بزرگ تخمینی از مدل رگرسیون MNL یا هر مدل انتخاب دیگر می تواند به این معنی باشد:
1. پاسخ دهندگان مورد را در مقیاس نهفته بالا قرار می دهند (برای آن ارزش بالایی قائل هستند) یا
2. پاسخ دهندگان مورد را در مقیاس بالا قرار نمی دهند، اما آنها از اولویت های خود بسیار مطمئن هستند ، به طور مداوم (اغلب) انتخاب موردی به جای موارد دیگری که کنار آن ارائه شده است،
3. یا ترکیبی از (1) و (2).

این پیامدهای قابل توجهی در تفسیر خروجی مدل رگرسیون دارد. تمام برنامه های آماری با تنظیم برابر واریانس مساوی با یک ثابت، واریانس میانگین را حل می کنند. در واقع ، تمام ضرایب بتا برآورد شده ، یک بتا تخمین زده شده در یک لامبدا تخمین زده شده (عملکرد معکوس واریانس) است. این تحلیلگر را وسوسه می کند تا مسئله را نادیده بگیرد.
در حقیقت، یک بتا تخمین زده شده در یک لامبدا تخمین زده شده (عملکرد معکوس واریانس) ضرب می شود.
این تحلیلگر را وسوسه می کند تا مسئله را نادیده بگیرد. با این حال او باید بررسی کند که آیا مجموعه ای از ضرایب بتا بزرگ، منعکس کننده ترجیحات قوی (بتا واقعی بزرگ) یا ثبات در انتخاب ها (یک لامبدا واقعی بزرگ) یا ترکیبی از این دو است.
تقسیم تمام تخمین ها به یکدیگر- معمولاً متغیر قیمت - اصطلاح اشتباه گرفته شده لامبدا را از عدد و مخرج لغو می کند. 
این مشکل  با سود اضافی که اقتصاددانان  با تمایل پاسخ دهندگان برای پرداخت هر سطح از ویژگی ها فراهم می کنند،  حل می شود. با این حال ، یافته های برآورد شده در "فضای مطلوب" با آنچه در "تمایل به پرداخت فضا" تخمین زده شده مطابقت ندارد. نشان می دهد که مشکل سردرگمی با این "ترفند" حل نشده است: واریانس ها ممکن است ویژگی خاص باشند یا برخی از عملکردهای دیگر متغیرها (که این اختلاف را توضیح می دهد). این موضوع تحقیقات فعلی در این زمینه است.
در مقابل روشهای مشترک مبتنی بر رتبه بندی سنتی عمده مشکلات سوالات رتبه بندی که با مدلهای انتخابی رخ نمی دهد، عبارتند از:
بدون اطلاعات داد و ستد. خطری که در رتبه بندی وجود دارد این است که پاسخ دهندگان تمایل ندارند بین ویژگی های "خوب" درک شده تفاوت قائل شوند و همه آنها را به عنوان امر جذاب ارزیابی می کنند.
مقیاس های مختلف شخصی افراد مختلف مقیاس 1 تا 5 را با یک 2 متفاوت ارزیابی می کنند. تجمع فرکانسهای هر یک از مقیاسها مبنای نظری ندارد. هیچ اقدام نسبی چگونه یک تحلیلگر چیزی را که دارای درجه 1 است با چیزی که دارای درجه 2 است مقایسه می کند؟ آیا یکی دو برابر دیگری خوب است؟ باز هم هیچ روش نظری برای جمع آوری داده ها وجود ندارد.

## انواع دیگر رتبه بندی

### رتبه بندی
رتبه بندی باعث می شود که فرد مجبور به انتخاب تنظیمات نسبی برای موارد مورد علاقه شود. بنابراین معاملات بین اینها می تواند مانند یک DCE معمولاً تخمین زده شود. با این حال ، مدل های رتبه بندی باید آزمایش کنند که آیا عملکرد مطلوب یکسان در هر عمق رتبه بندی تخمین زده می شود: به عنوان مثال همان برآورد ها (تا مقیاس واریانس) باید از داده های رتبه پایین همانند داده های رتبه برتر باشد.

### بهترین - بدترین مقیاس بندی
بهترین - بدترین مقیاس گذاری (BWS) جایگزینی کاملاً مناسب برای امتیازدهی رتبه بندی است.
از مردم می خواهد کمترین و بیشترین گزینه های مورد نظر خود را از میان طیف وسیعی از گزینه ها انتخاب کنند.
با کسر یا یکپارچه سازی در میان احتمالات انتخاب، نمرات سودمندی برای هر گزینه را می توان در یک مقیاس فاصله یا نسبت، برای افراد و / یا گروه ها تخمین زد. مدلهای مختلف روانشناختی ممکن است توسط افراد مورد استفاده قرار گیرد تا بهترین داده ها را بدست آورند ، از جمله مدل MaxDiff.

## کاربردها
مدل سازی انتخاب به ویژه برای موارد زیر مفید است:
- پیش بینی جذب و تصفیه توسعه محصول جدید
- برآورد تمایل ضمنی برای پرداخت (WTP) برای کالاها و خدمات
- آزمایش زنده ماندن محصول یا خدمات
- برآورد اثرات مشخصات محصول بر انتخاب مصرف کننده
- تغییرات صفات محصول
- درک ارزش و اولویت برند
- تقاضای تقاضا و قیمت گذاری مطلوب
- همچنین ببینید
- انتخاب مصرف کننده
- انتخاب گسسته

## همچنین مراجعه کنید به
انتخاب مصرف ‌کننده
انتخاب گسسته